# Tamim bin Hamad Al Thani
Tamīm bin Ḥamad Āl Thānī (in arabo تميم بن حمد آل ثاني‎?; Doha, 3 giugno 1980) è un emiro qatariota dal 2013.

## Biografia
Tamim bin Hamad è nato il 3 giugno 1980 a Doha, capitale del Qatar. È il quarto figlio dello sceicco Hamad bin Khalifa Al Thani e il secondo figlio di Mozah bint Nasser al-Missned, seconda moglie di Hamad. Tamim ha ricevuto la sua formazione presso la britannica Sherborne School nel Dorset, dove ha conseguito gli "A Levels" nel 1997. Ha poi frequentato la Royal Military Academy Sandhurst, laureandosi nel 1998.
Tamim è stato impiegato come sottotenente nelle forze armate qatariote dopo la laurea. È diventato l'erede al trono del Qatar il 5 agosto 2003, quando suo fratello maggiore Jasim rinunciò al proprio diritto al titolo. Da allora è stato istruito per assumere l'incarico, lavorando in massima sicurezza nel campo dell'economia. Lavorando in un incarico di sicurezza nel governo, ha promosso forti legami con l'Arabia Saudita, vicino e rivale spesso polemico del Qatar. Si pensa che possa aver giocato un ruolo chiave nel sostegno del Qatar ai ribelli libici che hanno spodestato Muʿammar Gheddafi. Nel 2009 è stato nominato vice comandante in capo delle forze armate del Qatar.
Tamim ha promosso lo sport come componente dell'offerta del Qatar per elevare il suo profilo internazionale. Nel 2005 ha fondato il Qatar Sport Investments, che possiede il Paris Saint-Germain tra gli altri investimenti. Nel 2006 ha presieduto il comitato organizzatore dei XV Giochi asiatici a Doha. Sotto la sua guida, tutti i paesi membri hanno partecipato alla manifestazione per la prima volta nella storia. Quell'anno l'egiziano Al-Ahram ha votato Tamim "la migliore personalità dello sport nel mondo arabo". Sotto la sua guida il Qatar ha vinto i diritti per ospitare i campionati mondiali di nuoto del 2014 e il campionato mondiale di calcio 2022. Tamim è membro del Comitato Olimpico Internazionale e presidente del Comitato Olimpico Nazionale. Si prodigò anche per la candidatura di Doha per le Olimpiadi del 2020, poi fallita.
Tamim dirige il consiglio di amministrazione del fondo Qatar Investment Authority. Sotto la sua guida, il fondo sovrano ha investito miliardi in imprese britanniche e non solo. Possiede grandi quote di Barclays, Sainsbury's, Harrods, Volkswagen, Walt Disney, Heathrow Airport, Siemens e Royal Dutch Shell e anche una quota del più alto edificio d'Europa, lo Shard London Bridge. Il fondo sovrano, con un patrimonio di più di 600 miliardi di dollari, è proprietario anche della squadra di calcio del PSG, del piano di sviluppo Porta Nuova e dello storico Hotel Gallia a Milano, di molti complessi alberghieri turistici della Costa Smeralda in Sardegna e dell'ex ospedale San Raffaele di Olbia ed è sponsor dell'AS Roma.
Tamim ha anche avuto una serie di altri incarichi, tra cui:
- Capo del Consiglio Superiore per l'Ambiente e i santuari naturali;
- Presidente del Consiglio Supremo per l'Ambiente e Riserve Naturali;[2]
- Presidente del Consiglio Supremo dell'Istruzione;[2]
- Presidente del Consiglio Supremo delle Tecnologie, dell'Informazione e della Comunicazione;[1]
- Presidente del consiglio di amministrazione dell'Autorità delle Opere Pubbliche (Ashghal) e la Pianificazione Urbana e di Sviluppo (UPDATE);[1]
- Presidente del consiglio dei reggenti dell'Università del Qatar;[1]
- Vice presidente del Consiglio della famiglia regnante;[1]
- Vice presidente del Consiglio Supremo per gli affari economici e gli investimenti;[1]
- Vice presidente dell'Alto Comitato di coordinamento;[1]
- Membro dell'associazione "Sport per Tutti".

### Regno
Il 25 giugno 2013 Tamim, secondo comandante delle forze armate, divenne l'emiro del Qatar, quando il padre gli consegnò il potere in un discorso televisivo. Egli è il primo sovrano, in una successione di tre sovrani del Qatar della famiglia Al Thani, a salire al potere senza ricorrere ad un colpo di Stato.
La transizione del potere dovrebbe essere tranquilla. Gli analisti hanno detto che sarà probabilmente messo sotto pressione per l'immediata riduzione del sostegno del Qatar ai ribelli nella guerra civile siriana, che Tamim aveva precedentemente sostenuto. Egli avrà il compito di sovrintendere agli aggiornamenti sostanziali dell'infrastruttura nazionale, che recentemente sono cominciati sotto il regno del padre. Alcuni vedono Tamim come più religioso di suo padre, la maggior parte degli analisti si aspettano da lui il mantenimento di gran parte delle abitudini pragmatiche di governo del padre in accordo con l'Islam. Altri ulteriori obiettivi sono previsti, ma non spingendo punti all'ordine del giorno strettamente islamici come bandire l'alcol.

## Caratteristiche personali e punti di vista
Secondo le fonti diplomatiche vicine alla famiglia Al Thani, Tamim ha "una forte personalità", che gli ha permesso di "stabilire se stesso all'interno della famiglia regnante" nonostante non sia la prima scelta della famiglia dell'emiro. È descritto come amichevole, fiducioso e aperto, da parte di coloro che lo conoscono. È anche descritto come esperto, attento, e calcolatore. Inoltre, è considerato un pragmatico, che ha "ottimi rapporti" con l'Occidente, compresi gli Stati Uniti, l'Italia e la Francia.
Gli analisti politici si aspettano che Tamim sia più prudente e avverso al rischio di suo padre. Poiché è molto vicino ai Fratelli Musulmani, la prima priorità dovrebbe essere la conservazione di un'identità nazionale fondata su valori tradizionali islamici.

## Vita privata
L'8 gennaio 2005, lo sceicco Tamim ha sposato la sua seconda cugina, sceicca Jawaher bint Hamad bin Suhaim Al Thani, figlia di Hamad bin Suhaim Al Thani (con il quale condivide un bisnonno Hamad bin Abdullah Al Thani). Hanno quattro figli, due maschi e due femmine:
- Sceicca Almayassa bint Tamim Al Thani (nata nel 2006).
- Sceicco Hamad bin Tamim Al Thani (nato nel 2008).
- Sceicca Aisha bint Tamim Al Thani (nata nel 2010).
- Sceicco Jassim bin Tamim Al Thani (nato nel 2012).

Tamim ha una seconda moglie, sceicca Anoud bint Mana Al-Hajri, sposata il 3 marzo 2009. Lei è la figlia di Mana bin Abdul Hadi Al-Hajri, ambasciatore del Qatar in Giordania. Insieme hanno cinque figli:
- Sceicca Nayla bint Tamim Al Thani (nata nel 2010).
- Sceicco Abdullah bin Tamim Al Thani (nato nel 2012).
- Sceicca Rodha bin Tamim Al Thani (nata nel 2014).
- Sceicco Alqaqaa bin Tamim Al Thani (nato nel 2015)
- Sceicca Moza bint Tamim Al Thani (nata nel 2018).

Tamim ha una terza moglie, sceicca Noora bint Hathal Al Dosari, sposata il 25 febbraio 2014. Insieme hanno quattro figli:
- Sceicco Joaan bin Tamim Al Thani (nato nel 2015).
- Sceicco Mohammed bin Tamim Al Thani (nato nel 2017).
- Sceicco Fahad bin Tamim Al Thani (nato nel 2018).
- Sceicca Hind bint Tamim Al Thani (nata nel 2020).

È cugino di Mansur bin Zayed, vice primo ministro degli Emirati Arabi Uniti, proprietario del Manchester City e fratellastro di Khalifa, presidente degli Emirati Arabi Uniti sino alla sua morte. Recentemente ha fatto costruire il super yacht Al Lusail.

## Interessi personali
Tamim partecipa spesso a competizioni sportive. È anche stato filmato mentre giocava a badminton e bowling con l'ex capo di Stato egiziano Moḥammed Ḥoseyn Ṭanṭāwī. Ha inoltre un forte interesse per la storia e il patrimonio della sua nazione. Parla correttamente inglese e francese. Insieme al fratello Jasim possiede una vasta collezione di auto di lusso: una Koenigsegg CCXR Special One da 1 milione di euro, una Lamborghini LP 670-4 SV (360 000 euro), una Ferrari 599 GTB Fiorano (260 000 euro), una Pagani Zonda Uno (712 000 euro), una Lamborghini LP640 (320 000 euro).

## Albero genealogico
|                                |                             |                                  | Genitori |  |  | Nonni |  |  | Bisnonni               |  |  | Trisnonni                    |  |
|                                |                             |                                  |          |  |  |       |  |  | Ahmad bin Ali Al Thani |  |  | Abdullah bin Jassim Al Thani |  |
|                                |                             |                                  |          |  |  |       |  |  | Ahmad bin Ali Al Thani |  |  | Abdullah bin Jassim Al Thani |  |
|                                |                             | Mariam bint Abdullah Al Attiyah  |          |  |  |       |  |  | Ahmad bin Ali Al Thani |  |  |                              |  |
| Khalifa bin Hamad Al Thani     |                             |                                  |          |  |  |       |  |  | Ahmad bin Ali Al Thani |  |  |                              |  |
|                                |                             | una sorella di Nasser Al Attiyah | …        |  |  |       |  |  |                        |  |  |                              |  |
|                                |                             | una sorella di Nasser Al Attiyah | …        |  |  |       |  |  |                        |  |  |                              |  |
|                                |                             | una sorella di Nasser Al Attiyah | …        |  |  |       |  |  |                        |  |  |                              |  |
| Hamad bin Khalifa Al Thani     |                             | una sorella di Nasser Al Attiyah |          |  |  |       |  |  |                        |  |  |                              |  |
|                                |                             | Hamad Al Attiyah                 | …        |  |  |       |  |  |                        |  |  |                              |  |
|                                |                             | Hamad Al Attiyah                 | …        |  |  |       |  |  |                        |  |  |                              |  |
|                                |                             | Hamad Al Attiyah                 | …        |  |  |       |  |  |                        |  |  |                              |  |
| Aisha bint Hamad Al Attiyah    |                             | Hamad Al Attiyah                 |          |  |  |       |  |  |                        |  |  |                              |  |
|                                |                             | …                                | …        |  |  |       |  |  |                        |  |  |                              |  |
|                                |                             | …                                | …        |  |  |       |  |  |                        |  |  |                              |  |
|                                |                             | …                                | …        |  |  |       |  |  |                        |  |  |                              |  |
| Tamim bin Hamad Al Thani       |                             | …                                |          |  |  |       |  |  |                        |  |  |                              |  |
|                                | Abdullah bin Ali Al Missned | Ali Al Missned                   |          |  |  |       |  |  |                        |  |  |                              |  |
|                                | Abdullah bin Ali Al Missned | Ali Al Missned                   |          |  |  |       |  |  |                        |  |  |                              |  |
|                                | Abdullah bin Ali Al Missned | …                                |          |  |  |       |  |  |                        |  |  |                              |  |
| Nasser bin Abdullah Al Missned | Abdullah bin Ali Al Missned |                                  |          |  |  |       |  |  |                        |  |  |                              |  |
|                                |                             | …                                | …        |  |  |       |  |  |                        |  |  |                              |  |
|                                |                             | …                                | …        |  |  |       |  |  |                        |  |  |                              |  |
|                                |                             | …                                | …        |  |  |       |  |  |                        |  |  |                              |  |
| Mozah bint Nasser Al Missned   |                             | …                                |          |  |  |       |  |  |                        |  |  |                              |  |
|                                |                             | …                                | …        |  |  |       |  |  |                        |  |  |                              |  |
|                                |                             | …                                | …        |  |  |       |  |  |                        |  |  |                              |  |
|                                |                             | …                                | …        |  |  |       |  |  |                        |  |  |                              |  |
| …                              |                             | …                                |          |  |  |       |  |  |                        |  |  |                              |  |
|                                |                             | …                                | …        |  |  |       |  |  |                        |  |  |                              |  |
|                                |                             | …                                | …        |  |  |       |  |  |                        |  |  |                              |  |
|                                |                             | …                                | …        |  |  |       |  |  |                        |  |  |                              |  |
|                                |                             | …                                |          |  |  |       |  |  |                        |  |  |                              |  |